# Thecla lorata
Thecla lorata är en fjärilsart som beskrevs av Augustus Radcliffe Grote och Robinson 1867. Thecla lorata ingår i släktet Thecla och familjen juvelvingar. Inga underarter finns listade i Catalogue of Life.